# وباء الكوليرا السادس

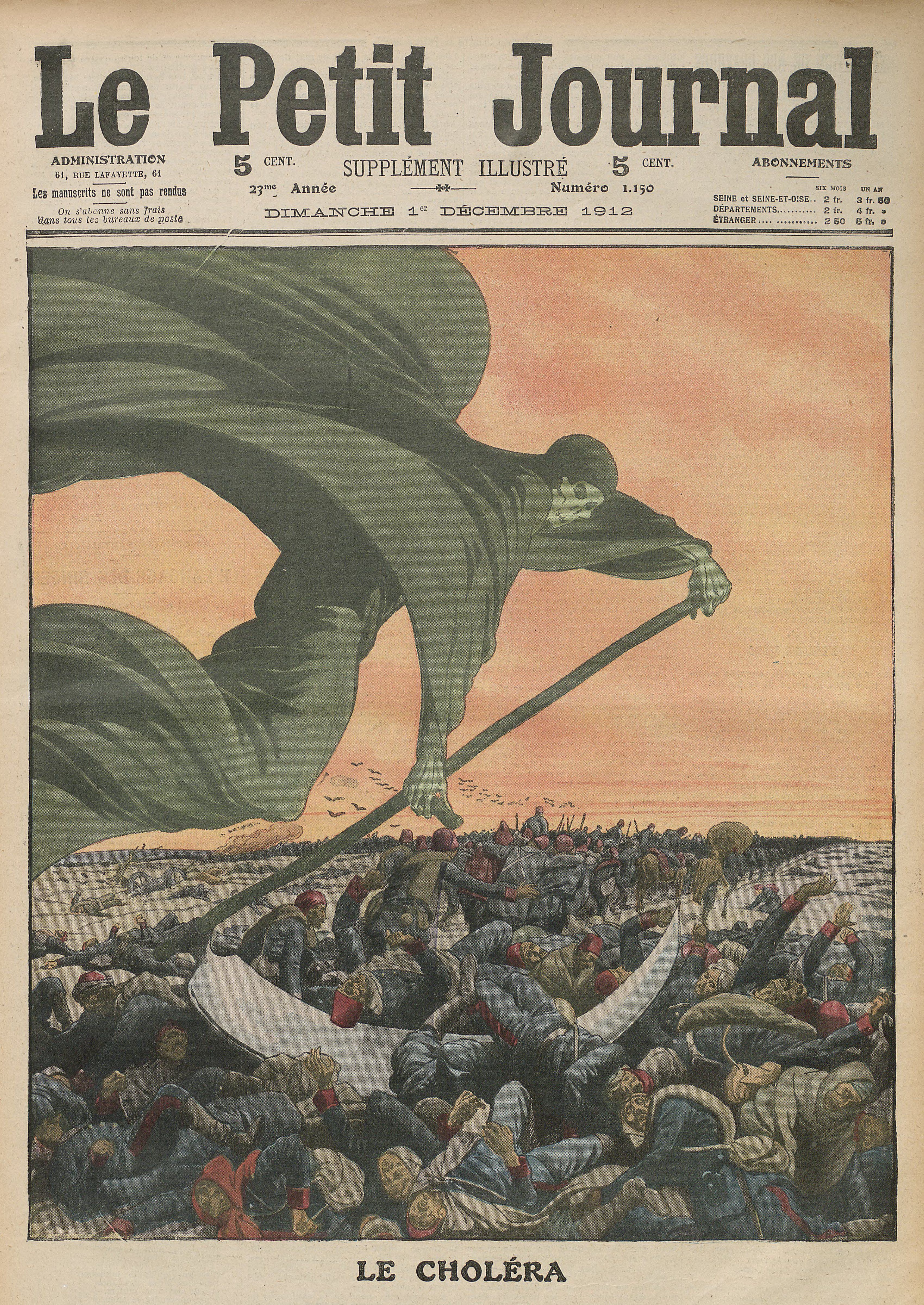
رسم للموت بسبب مرض بالكوليرا لو بوتي جورنال (1912).

وباء الكوليرا السادس وقع في الفترة 1899-1923 ولقد تفشي بشكل كبير في الهند، حيث قتل أكثر من 800,000 شخص، وانتشر في الشرق الأوسط وشمال أفريقيا وأوروبا الشرقية وروسيا.

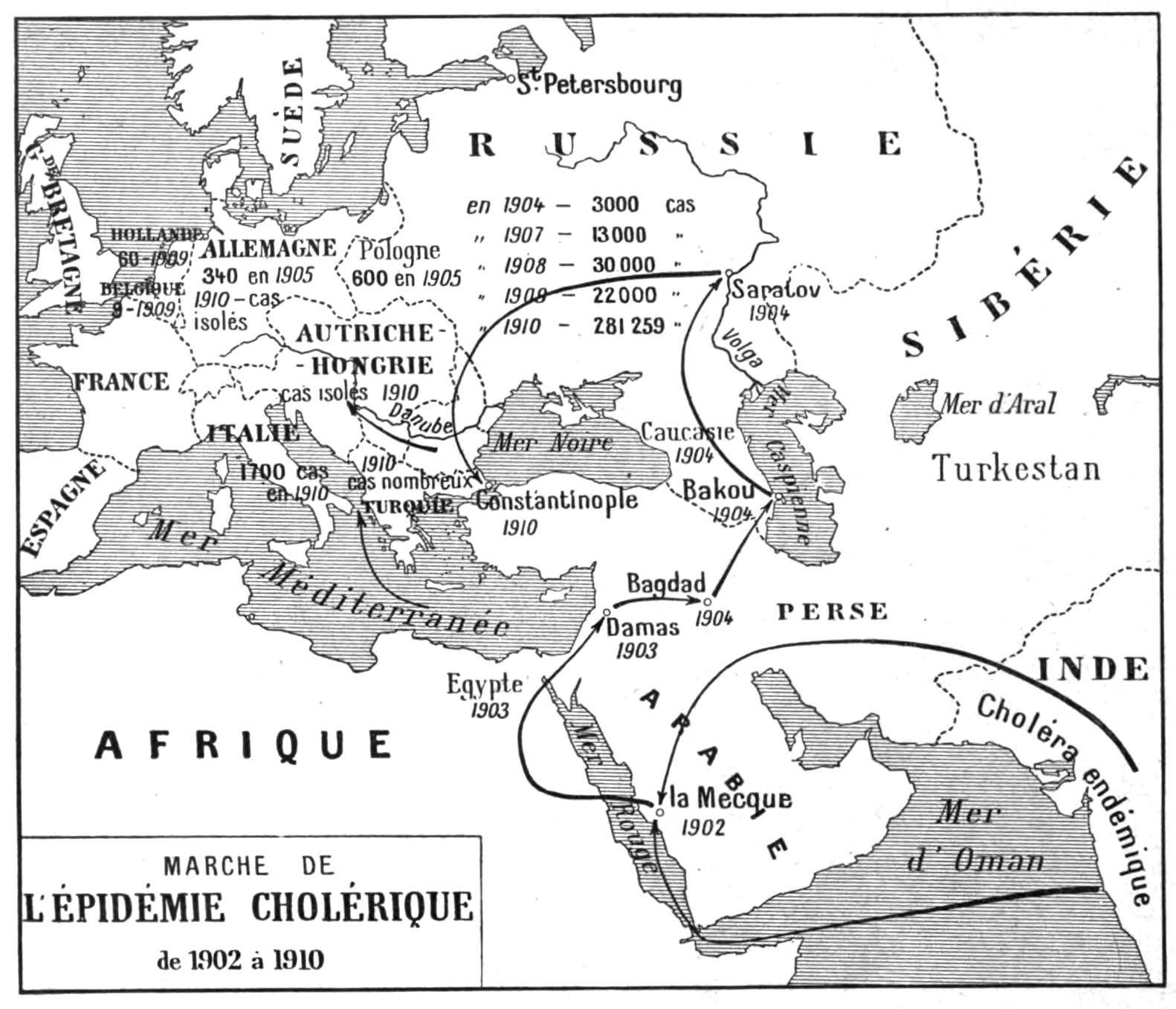
خريطة فرنسية (طبعت عام 1911) تبين المدى السريع لانتشار وباء الكوليرا من 1902 إلى 1910.

## التاريخ
وفقا ليونارد روجرز، بعد تفشي وباء الكوليرا في ميلا هاريدوار كومبا انتشر أيضا في أوروبا عبر البنجاب وأفغانستان وبلاد فارس وجنوب روسيا.
كان آخر تفشي للكوليرا في الولايات المتحدة بين عامي 1910-1911 عندما جلبت الباخرة مولتك بعض المصابين بالمرض إلى مدينة نيويورك القادمين من مدينة نابولي الإيطالية. قامت السلطات الصحية بعزل المصابين في جزيرة سوينبرن، والتي قد بنيت في القرن التاسع عشر بغرض جعلها للحجر الصحي. توفي أحد عشر شخصا، من بينهم عامل الرعاية الصحية في مستشفى الجزيرة.

## أشهر وفيات
- علي الترك، شاعر عربي وخطيب ديني عثماني عراقي. [6]